# Janov u Hřenska
Janov (deutsch Jonsdorf) ist eine Gemeinde in Tschechien. Sie liegt zehn Kilometer nordöstlich des Stadtzentrums von Děčín im rechtselbischen Teil der Böhmischen Schweiz und gehört zum Okres Děčín.

## Geographie

### Geographische Lage
Janov befindet sich oberhalb der Edmundsklamm im Nordwesten der Binsdorfer Hochebene (Zappenland). Südlich wird der Ort vom Tal des Janovický potok begrenzt.

### Ortsgliederung
Für die Gemeinde Janov sind keine Ortsteile ausgewiesen. Zu Janov gehört die Einschicht Hájenky (Kuttelburg).

### Nachbarorte
|  | Hřensko (Herrnskretschen)                   |
|  | Kompassrose, die auf Nachbargemeinden zeigt |
|  | Růžová (Rosendorf)                          |

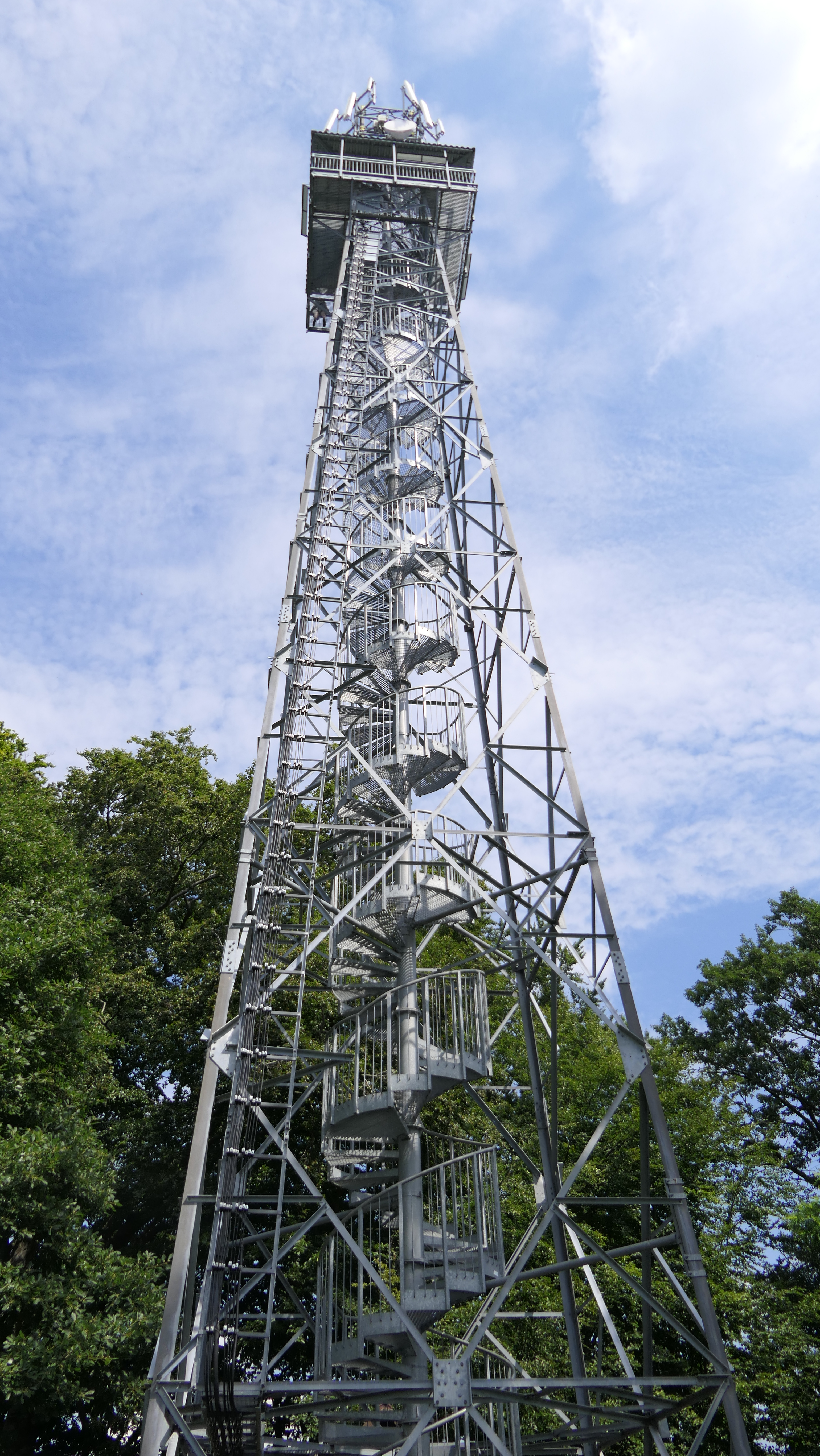
Aussichtsturm

Direkte Nachbarorte sind Mezná im Nordosten, Hájenky im Osten, Růžová im Südosten, Arnoltice im Süden, Labská Stráň im Südwesten sowie Hřensko im Nordwesten.

## Geschichte
Jonsdorf entstand bei der Besiedlung der Wälder des Elbsandsteingebirges und soll 1304 durch Benedikt von Michelsberg gegründet worden sein. Erstmals urkundlich erwähnt wurde der zur Herrschaft Scharfenstein gehörige Ort 1410 im Kamnitzer Stadtbuch. Unter den Herren von Salhausen kam der Ort 1562 zur Herrschaft Binsdorf. 1583 bestand Jonsdorf, das schon seit jeher nach Arnsdorf gepfarrt war, aus 16 Häusern.
Nachfolgende Besitzer waren die Wartenberger und 1612 kam der Ort unter den Grafen Kinsky zur Herrschaft Kamnitz. Nach der Ermordung des Wilhelm Graf Kinsky wurden dessen Güter 1634 konfisziert und durch Kaiser Ferdinand II. dem Generalfeldmarschall Johann von Aldringen überlassen.
In der Berní rula wird Jonasderfl als ein Dorf bestehend aus 37 Häusern, davon elf Bauernwirtschaften, zwei Gärtner- und 24 Häuslerstellen genannt. Unter den Grafen Clary-Aldringen wurde die Rekatholisierung durchgesetzt und 1669 wanderten 50 protestantische Einwohner nach Sachsen aus.
Bis 1833 war Jonsdorf auf 139 Häuser angewachsen und hatte 852 Einwohner. Bis zur Ablösung der Patrimonialherrschaften im Jahre 1848 war Jonsdorf zur Herrschaft Binsdorf zugehörig und wurde dann eine eigenständige Gemeinde.
In der Mitte des 19. Jahrhunderts entstand die Einschicht Kuttelburg, in der zu Beginn des 20. Jahrhunderts eine beliebte Ausflugsgaststätte eröffnete, zu der aus der Wilden und der Edmundsklamm Aufstiege führten. 1910 war die Bevölkerungszahl in Jonsdorf auf 1213 gestiegen, die durchweg der deutschen Nationalitätsgruppe angehörten.

## Kultur und Sehenswürdigkeiten

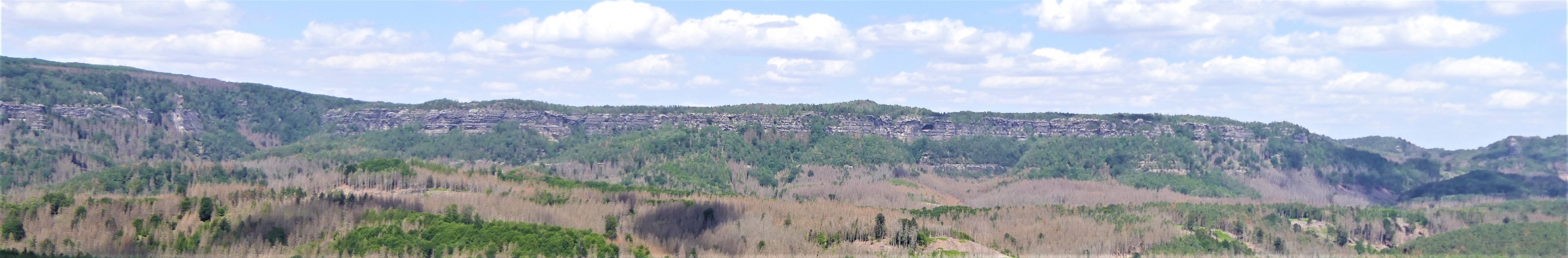
Aussicht auf die Felswände der Böhmischen Schweiz vom Aussichtsturm in Janov

2013 wurde ein 40 m hoher Medien- und Aussichtsturm (Rozhledna Janov) auf dem Janovsky vrch errichtet (Clars Berg, benannt nach dem Jonsdorfer Holzhändler Franz Clar / 1844 – 1917; 348 m, Turmhöhe 33 m, 162 Stufen). Von der Aussichtsplattform auf einer Höhe von 30 m bietet sich eine vollkommene Rundsicht über die gesamte Sächsische und Böhmische Schweiz und das westliche Lausitzer Gebirge.

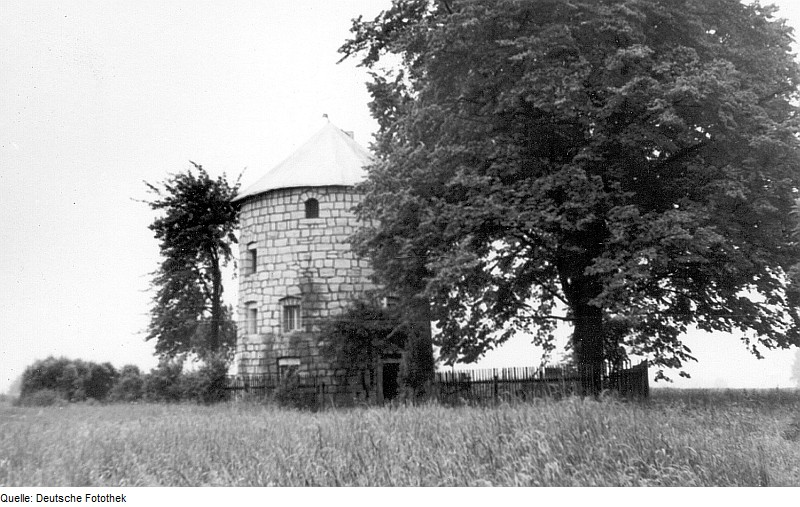
Holländerwindmühle
(1977)

### Bauwerke
- Holländerwindmühle südwestlich des Dorfes, errichtet 1844 aus Sandsteinquadern
- barocke Kapelle Johannes des Täufers, erbaut in der Mitte des 18. Jahrhunderts
- Umgebindehäuser und böhmische Blockhäuser

### Grünflächen und Naherholung
- Tal der Kamnitz mit Edmundsklamm

## Persönlichkeiten
- Franz Kessler (1888–1971), in Jonsdorf geborener Ingenieur und Gründer des Kessler-Motoren-Werks